# Runan
Pour les articles homonymes, voir Runan (homonymie).
Runan (/ʁy.nɑ̃/) (Runan, prononcé Ru-nan-n en breton) est une commune du département des Côtes-d'Armor, dans la région Bretagne, en France. Son nom vient de run arc'hant (« colline d'argent »).
En 2009, la commune a obtenu le Label « Communes du Patrimoine Rural de Bretagne » pour la richesse de son patrimoine architectural et paysager.

## Géographie
| La Roche-Jaudy |         | Ploëzal          |
| Prat           | Runan   |                  |
| Coatascorn     | Brélidy | Plouëc-du-Trieux |

### Hydrographie
Pour un article plus général, voir Réseau hydrographique des Côtes-d'Armor.
La commune est située dans le bassin Loire-Bretagne. Elle est drainée par le Jaudy, le Théoulas, le Coat an Guern et l'Étang de Launay,,.
Le Jaudy, d'une longueur de 48 km, prend sa source dans la commune de Tréglamus et se jette  dans la Manche en limite de Plouguiel et de Kerbors, après avoir traversé 13 communes. 

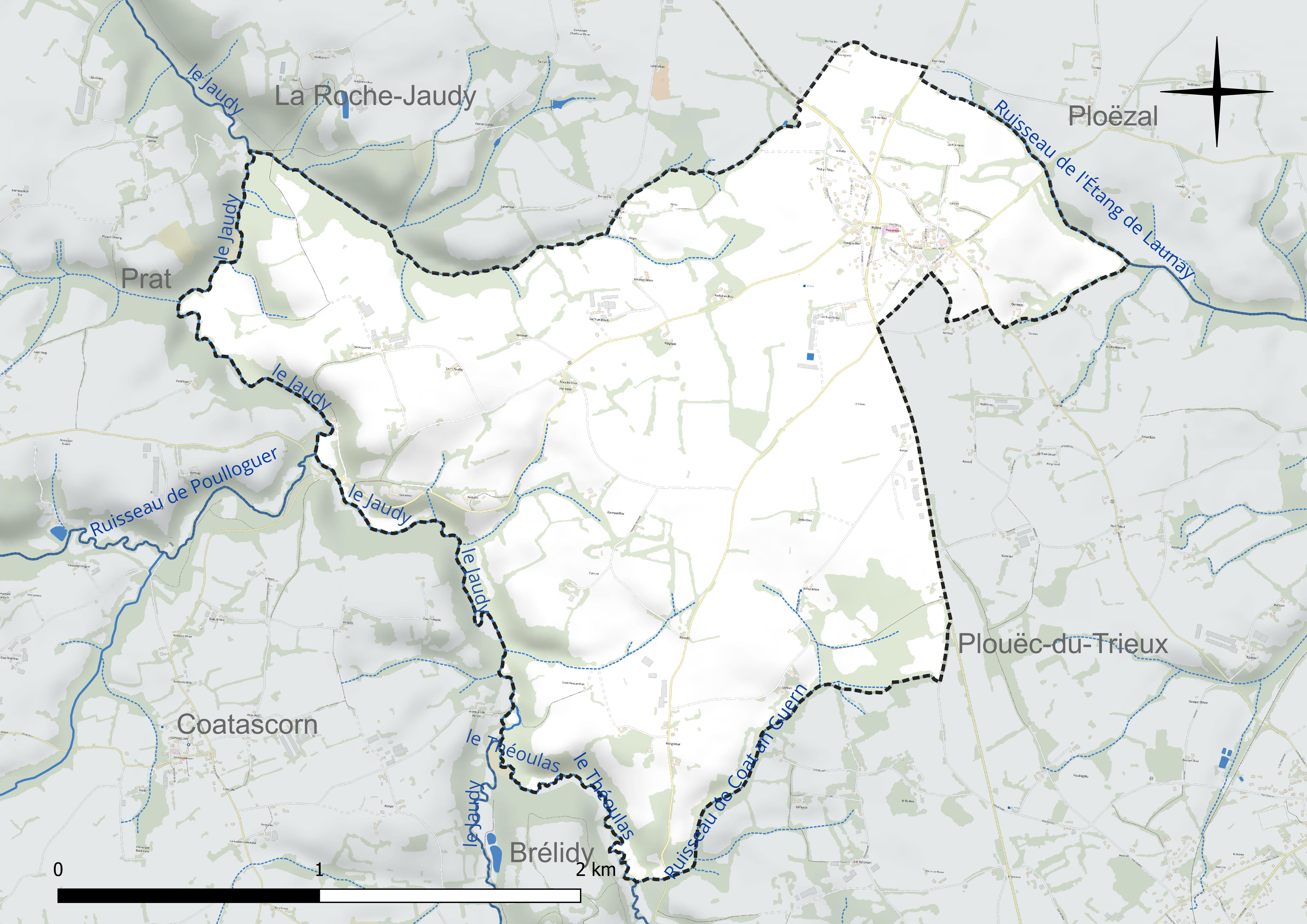
Réseau hydrographique de Runan.

Le Théoulas, d'une longueur de 13 km, prend sa source dans la commune de Plouisy et se jette  dans le Jaudy à Coatascorn, après avoir traversé huit communes. 

### Climat
Pour des articles plus généraux, voir Climat de la Bretagne et Climat des Côtes-d'Armor.
En 2010, le climat de la commune est de type climat océanique franc, selon une étude du CNRS s'appuyant sur une série de données couvrant la période 1971-2000. En 2020, Météo-France publie une typologie des climats de la France métropolitaine dans laquelle la commune est exposée à un climat océanique et est dans la région climatique  Finistère nord, caractérisée par une pluviométrie élevée, des températures douces en hiver (6 °C), fraîches en été et des vents forts. Parallèlement l'observatoire de l'environnement en Bretagne publie en 2020 un zonage climatique de la région Bretagne, s'appuyant sur des données de Météo-France de 2009. La commune est, selon ce zonage, dans la zone « Intérieur », exposée à un climat médian, à dominante océanique.  
Pour la période 1971-2000, la température annuelle moyenne est de 11,2 °C, avec une amplitude thermique annuelle de 10,5 °C. Le cumul annuel moyen de précipitations est de 838 mm, avec 14,7 jours de précipitations en janvier et 7,1 jours en juillet. Pour la période 1991-2020, la température moyenne annuelle observée sur la station météorologique la plus proche, située sur la commune de La Roche-Jaudy à 7 km à vol d'oiseau, est de 11,8 °C et le cumul annuel moyen de précipitations est de 887,1 mm,. Pour l'avenir, les paramètres climatiques de la commune estimés pour 2050 selon différents scénarios d'émission de gaz à effet de serre sont consultables sur un site dédié publié par Météo-France en novembre 2022.

## Urbanisme

### Typologie
Au 1er janvier 2024, Runan est catégorisée commune rurale à habitat dispersé, selon la nouvelle grille communale de densité à 7 niveaux définie par l'Insee en 2022.
Elle est située hors unité urbaine et hors attraction des villes,.

### Occupation des sols
L'occupation des sols de la commune, telle qu'elle ressort de la base de données européenne d’occupation biophysique des sols Corine Land Cover (CLC), est marquée par l'importance des territoires agricoles (85,2 % en 2018), une proportion sensiblement équivalente à celle de 1990 (85,8 %). La répartition détaillée en 2018 est la suivante : terres arables (68,6 %), zones agricoles hétérogènes (10,2 %), forêts (8,8 %), prairies (6,3 %), zones urbanisées (6,1 %). L'évolution de l’occupation des sols de la commune et de ses infrastructures peut être observée sur les différentes représentations cartographiques du territoire : la carte de Cassini (XVIIIe siècle), la carte d'état-major (1820-1866) et les cartes ou photos aériennes de l'IGN pour la période actuelle (1950 à aujourd'hui).

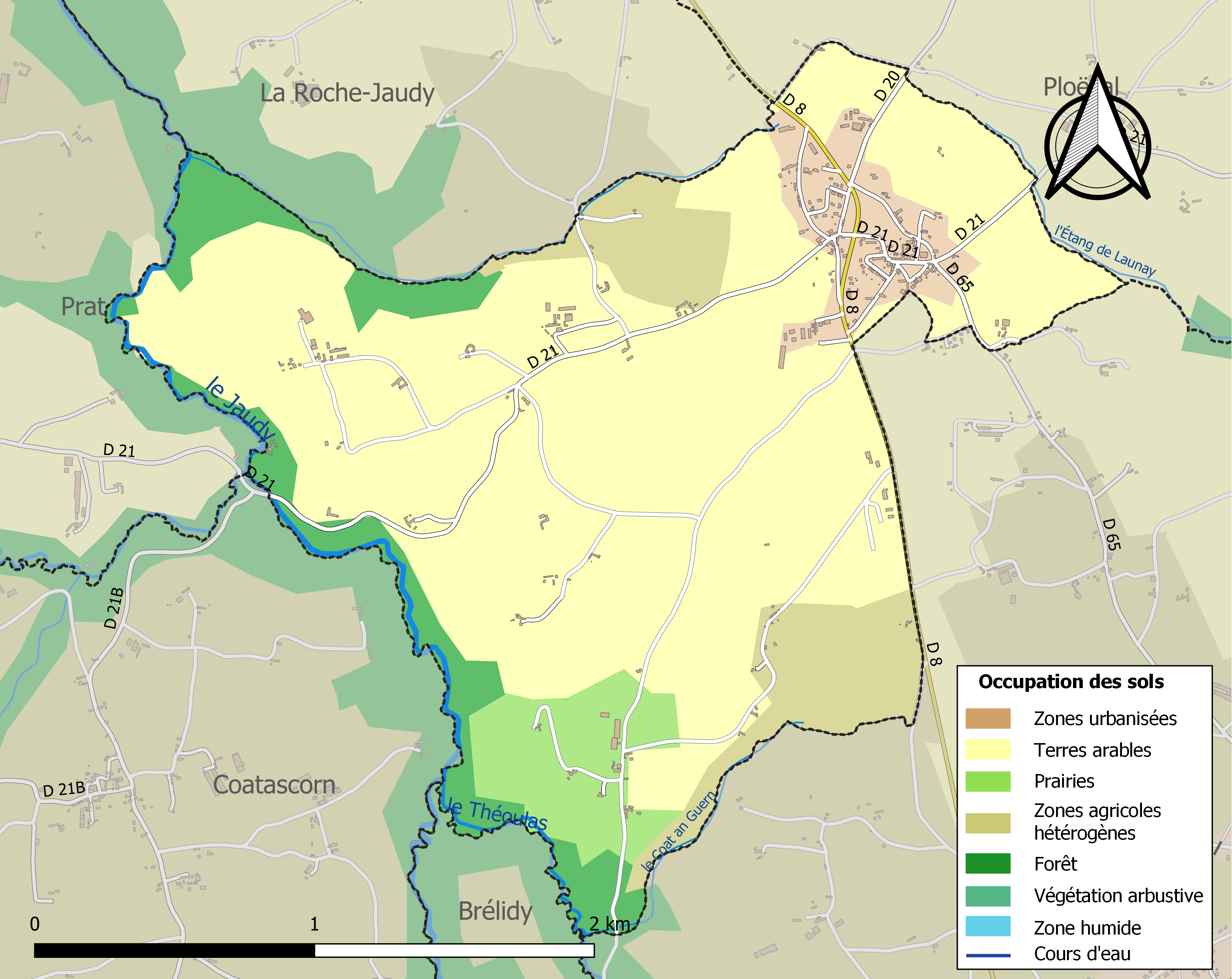
Carte des infrastructures et de l'occupation des sols de la commune en 2018 (CLC).

## Toponymie
Le nom de la localité est attesté sous les formes Runargant en 1182, Runargan en 1414 et en 1421, Runazhan en 1439, Runargan en 1444, Runazgan en 1465, Runargan en 1572.
Runan (Runargan en 1414) vient du breton « run ar gan » (« colline d’argent »).

## Histoire

### Les Templiers et les Hospitaliers
Au début, le territoire appartient aux Templiers. La ville est mentionnée parmi leurs possessions en dans une charte de 1182. Elle appartient ensuite aux Hospitaliers de l'ordre de Saint-Jean de Jérusalem, à partir de 1312. Runan (à l’origine « Runargan ») tire son origine d’une chapelle, auprès de laquelle sont créées des foires à partir de 1414.

### LeXXesiècle

#### Les guerres duXXesiècle
Le monument aux morts porte les noms des 30 soldats morts pour la Patrie :
- 23 sont morts durant la Première Guerre mondiale ;
- 7 sont morts durant la Seconde Guerre mondiale.

#### Période contemporaine
Runan est fusionnée avec Ploëzal en 1973, formant Ploëzal-Runan, pour redevenir une commune propre en 1986.

## Politique et administration
| Période                                  | Période                      | Identité                  | Étiquette     | Qualité                                                                                             |
| ---------------------------------------- | ---------------------------- | ------------------------- | ------------- | --------------------------------------------------------------------------------------------------- |
| Les données manquantes sont à compléter. |                              |                           |               | |
| 1837                                     | 1839                         | Charles Le Borgne         |               | Cultivateur                                                                                         |
| 1857                                     | 1867                         | François Le Coz           |               | Cultivateur                                                                                         |
| Les données manquantes sont à compléter. |                              |                           |               | |
| 1945                                     | janvier 1966 (décès)         | Paul Henry (1901-1966)    | SFIO puis PSU | Agriculteur, résistant Front national Frère du parlementaire Yves Henry Officier du Mérite agricole |
| 1966                                     | mars 1973                    | Louis Le Gall (1929-2020) |               | |
|                                          |                              |                           |               | |
| septembre 1986                           | mars 2001                    | Pierrette Boucher         | PS            | Commerçante, maire honoraire Vice-présidente de la CC du Trieux                                     |
| mars 2001                                | mars 2008                    | Jean-Pierre Le Bihan      | UMP           | Agriculteur Vice-président de la CC du Trieux                                                       |
| mars 2008                                | En cours (au 3 juillet 2020) | Yvon Le Bianic            | PS            | Agriculteur Adjoint au maire (1986 → 2001) Réélu pour le mandat 2020-2026                           |

| Période    | Période        | Identité                  | Étiquette | Qualité     |
| ---------- | -------------- | ------------------------- | --------- | ----------- |
| avril 1973 | mars 1983      | Louis Le Gall (1929-2020) |           |             |
| mars 1983  | septembre 1986 | Pierrette Boucher         | PS        | Commerçante |

## Démographie
Au mois de janvier 2014 la commune comptait 257 habitants.
L'évolution du nombre d'habitants est connue à travers les recensements de la population effectués dans la commune depuis 1793. Pour les communes de moins de 10 000 habitants, une enquête de recensement portant sur toute la population est réalisée tous les cinq ans, les populations de référence des années intermédiaires étant quant à elles estimées par interpolation ou extrapolation. Pour la commune, le premier recensement exhaustif entrant dans le cadre du nouveau dispositif a été réalisé en 2008.

En 2022, la commune comptait 253 habitants, en évolution de +8,58 % par rapport à 2016 (Côtes-d'Armor : +1,78 %, France hors Mayotte : +2,11 %).
| 1793 | 1800 | 1806 | 1821 | 1831 | 1836 | 1841 | 1846 | 1851 |
| ---- | ---- | ---- | ---- | ---- | ---- | ---- | ---- | ---- |
| 557  | 662  | 627  | 608  | 682  | 688  | 678  | 718  | 735  |

| 1856 | 1861 | 1866 | 1872 | 1876 | 1881 | 1886 | 1891 | 1896 |
| ---- | ---- | ---- | ---- | ---- | ---- | ---- | ---- | ---- |
| 737  | 737  | 732  | 746  | 766  | 735  | 646  | 606  | 629  |

| 1901 | 1906 | 1911 | 1921 | 1926 | 1931 | 1936 | 1946 | 1954 |
| ---- | ---- | ---- | ---- | ---- | ---- | ---- | ---- | ---- |
| 549  | 549  | 473  | 450  | 468  | 416  | 392  | 386  | 358  |

| 1962 | 1968 | 1990 | 1999 | 2006 | 2008 | 2013 | 2018 | 2022 |
| ---- | ---- | ---- | ---- | ---- | ---- | ---- | ---- | ---- |
| 314  | 276  | 227  | 225  | 246  | 252  | 234  | 246  | 253  |

## Lieux et monuments

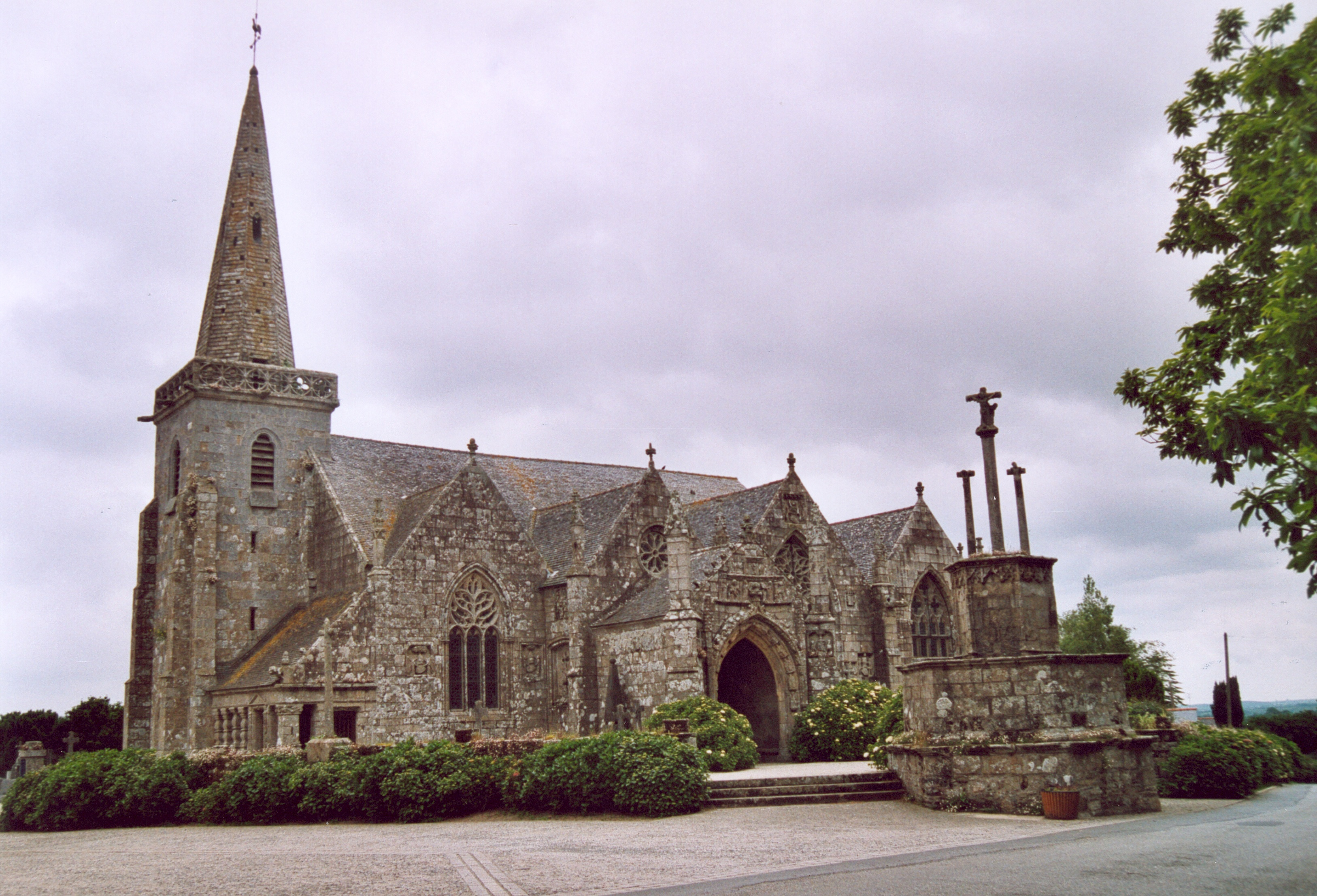
L'église Notre-Dame.

- Église Notre-Dame de Runan commencée au XVe siècle, propriété des Templiers, classée (église en 1907 et calvaire en 1951) et inscrite (clôture en 1951) au titre des monuments historiques[28],[29] ;
- Accolé à l'église subsiste un ossuaire du XVIIIe siècle. Autrefois utilisé, cela fait des décennies que celui-ci avait perdu sa fonction. Grâce au travail de l'équipe municipale, de la fondation de France et des services de la DRAC, cet ossuaire est restauré. C'est le projet de l'artiste Tania MOURAUD qui est sélectionné. Ainsi ce lieu devient un lieu de recueillement pour les familles des disparus dont les ossements sont déposés à l'intérieur d'un sarcophage en granit. Les travaux débutent au cours du deuxième semestre 2014.
- Runan est un ancien site païen dédié à Belenos.